# Bosmie-l'Aiguille
Bosmie-l'Aiguille este o comună în departamentul Haute-Vienne din centrul Franței. În 2009 avea o populație de 2.297 de locuitori.

## Evoluția populației
| An        | 1975  | 1982  | 1990  | 1999  | 2006  | 2009  |
| --------- | ----- | ----- | ----- | ----- | ----- | ----- |
| Populație | 1.332 | 1.704 | 1.950 | 2.197 | 2.287 | 2.297 |